# Djado
Djado ist eine Landgemeinde im Departement Bilma in Niger. Die eigentliche Siedlung Djado ist eine Ruinen- und Geisterstadt.

## Geographie

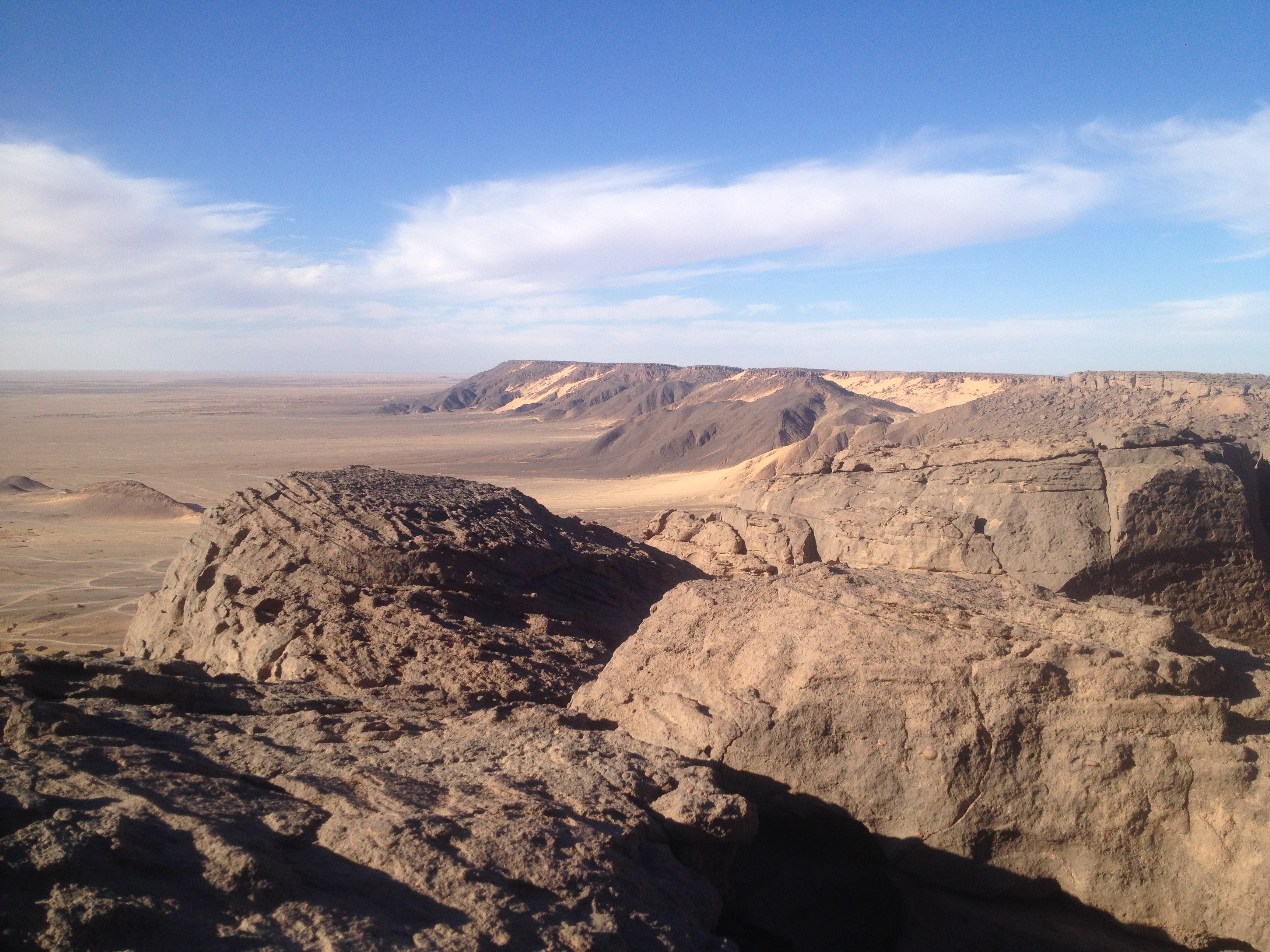
Blick vom höchsten Punkt des Plateaus von Djado

Die frühere Siedlung Djado ist ein Oasenort im Nordosten der zur Sahara zählenden Ténéré-Wüste, am südwestlichen Rande des Plateau von Djado. Weitere Hochebenen in der Gemeinde sind das Manguéni-Plateau und das Tchigaï-Plateau. Die Landgemeinde Djado ist sowohl die weitesten nördlich als auch die am weitesten östlich gelegene Gemeinde Nigers. Sie grenzt im Norden an die Nachbarstaaten Algerien und Libyen und im Osten an den Nachbarstaat Tschad. Die Nachbargemeinden in Niger sind Dirkou im Süden, Fachi im Südwesten und Iférouane im Westen.
Bei den Siedlungen im Gemeindegebiet handelt es sich um die drei Dörfer Chirfa, Séguédine und Yaba. Hinzu kommen die Nomadenlager von Djado und Tchounouk sowie Militärlager. Der Hauptort der Landgemeinde ist das Dorf Chirfa.
Nahezu rund um den felsigen Ruinenhügel von Djado, der im Westen in steilen Klippen endet, befinden sich aus unterirdischen Quellen gespeiste Tümpel, ideale Brutstätten für Stechmücken. Allerdings trocknet ein Teil der Tümpel in bestimmten Jahreszeiten fast vollständig aus. In südlicher Richtung gelangt man von Djado aus ins Kaouar-Tal. Nach Westen geht es durch die Kieswüste der Ténéré in das Aïr-Gebirge.

## Geschichte

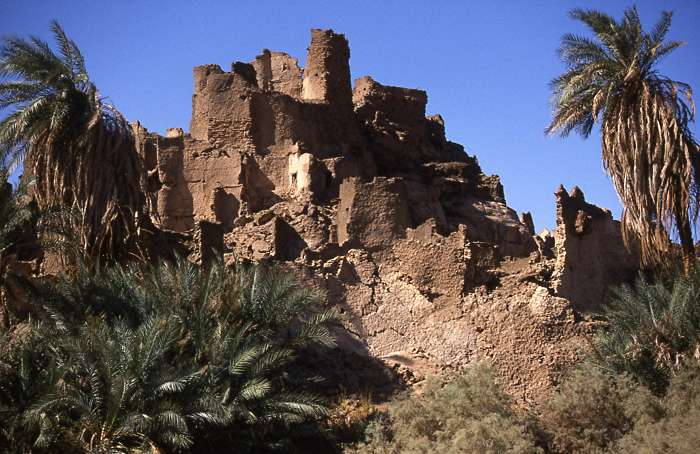
Ruinen der Lehmbauhäuser von Djado

Djado soll nach der Tradition der einheimischen Kanuri von den Sao gegründet worden sein, denen auch die Gründung von Tedjerhe im südlichen Fessan, der ältesten Ortschaften des Kaouar und der bedeutenden Stadtkultur der Kotoko südlich des Tschadsees zuzuschreiben ist. Der städtische Charakter Djados und der Name verbinden die Ortschaft weiterhin mit Djado im Dschabal Nafusa südwestlich von Tripolis. Diese beiden Merkmale scheinen somit auch auf Gemeinsamkeiten mit den sesshaften Berbern hinzudeuten. Mindestens seit der Herrschaft des Dunama Dibalemi (1203–1243) war Djado in das Sefuwa-Reich von Kanem-Bornu integriert. Nach einer zeitweiligen Unabhängigkeit unterwarfen sich die Einwohner erneut der Herrschaft der Sefuwa zur Zeit des Idris Alauma (1564–1596). Mit seinem Heer war dieser König selbst durch die Wüste über Fachi bis in das 260 km südlich von Djado gelegene Bilma gezogen.
Aufgrund der schwindenden Macht des Bornureiches waren die Einwohner der Oase im 18. und 19. Jahrhundert zahlreichen Tuareg-Überfällen ausgesetzt. Sie verließen deshalb langsam den Ort und siedelten sich im Kaouar an. Als weiterer Grund für das Verlassen der Ortschaft wird die durch Viehherden eingeschleppte Malariamücke angenommen. Um 1860 sollen noch etwa tausend Kanuri in Djado gelebt haben. Zur Mitte des 20. Jahrhunderts war der Ort nur noch von einigen wenigen Kanuri und Tubu bewohnt. Die Salzgewinnung und die Bewirtschaftung der Dattelhaine waren die Haupterwerbsquellen.

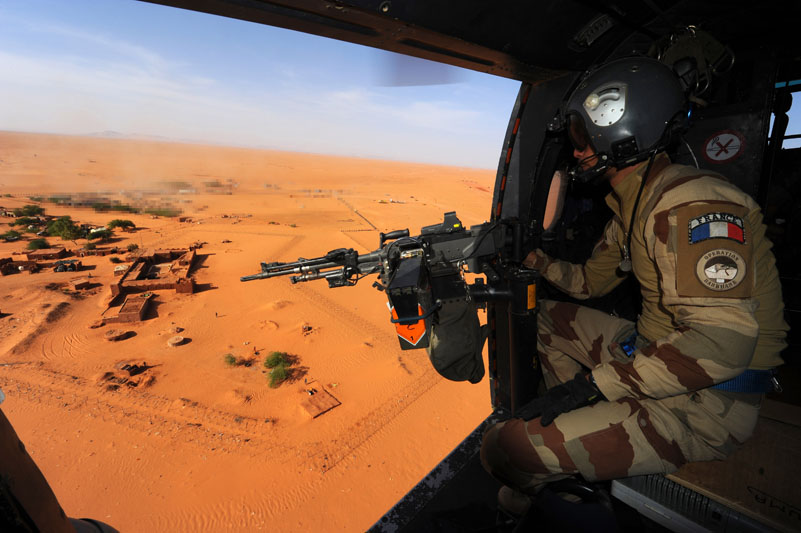
Ein französischer Militärangehöriger der Opération Barkhane über dem Militärposten Madama im Jahr 2014

Der Militärposten von Madama wurde 1930, in der französischen Kolonialzeit, eingerichtet. Das Militärlager von Dao Timni wurde 1938 gegründet. Im Jahr 1988 führte die Rallye Dakar über Djado.
In der Gemeinde wurde 2014 Goldvorkommen entdeckt. Innerhalb kurzer Zeit zog dies bis zu 20.000 Goldsucher aus Niger, Tschad, Libyen und dem Sudan an. Die Präsenz zahlreicher teilweise schwer bewaffneter Ausländer und die unsicheren Arbeitsbedingungen, die Tote zur Folge gehabt hatte, führt dazu, dass Bergbauminister Moussa Hassane Barazé die Goldminen 2017 schließen ließ.

## Bevölkerung
Bei der Volkszählung 2012 hatte die Landgemeinde 876 Einwohner, die in 168 Haushalten lebten. Bei der Volkszählung 2001 betrug die Einwohnerzahl 936 in 202 Haushalten.
Im Hauptort lebten bei der Volkszählung 2012 288 Einwohner in 63 Haushalten, bei der Volkszählung 2001 208 in 45 Haushalten und bei der Volkszählung 1988 260 in 74 Haushalten.
Zur Zeit der Dattelernte halten sich regelmäßig Tubu in der Nähe der Geisterstadt auf. Im Osten der Gemeinde sind die Tubu-Sprache Tedaga sowie Libysch-Arabisch verbreitet, im Nordwesten an der Grenze zu Algerien die Tamascheq-Varietät Tahaggart.

## Politik
Der Gemeinderat (conseil municipal) hat 11 Mitglieder. Mit den Kommunalwahlen 2020 sind die Sitze im Gemeinderat wie folgt verteilt: 6 MPR-Jamhuriya, 4 PNDS-Tarayya und 1 PSD-Bassira.
Jeweils ein traditioneller Ortsvorsteher (chef traditionnel) steht an der Spitze der drei Dörfer in der Gemeinde.

## Kultur und Sehenswürdigkeiten

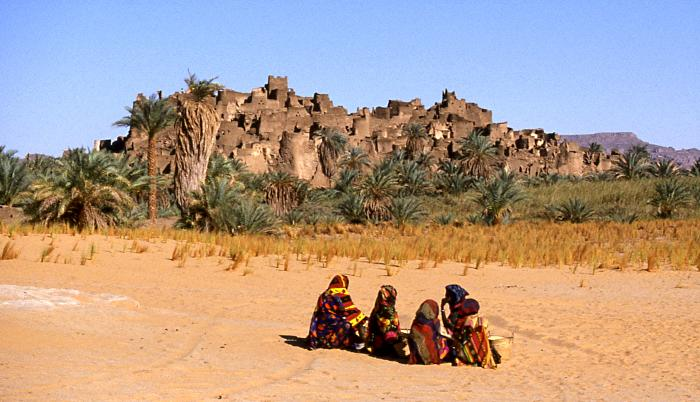
Auf dem Hügel die Ruinen der verlassenen Siedlung Djado

Das Plateau und Fort von Djado wurde aufgrund seiner universellen kulturellen Bedeutung am 26. Mai 2006 in die vorläufige Liste des UNESCO-Weltkulturerbes aufgenommen.
Vor einigen Jahren entdeckte der deutsche Reisejournalist Uwe George eine christliche Kapelle in den Ruinen von Djado.  George fand Reste eines aufgegipsten Kreuzes, die er als Kruzifix identifizierte. Ähnliche Kreuzzeichen (croix d’Agadès) findet man bei den Tuareg und auch in diesem Fall nimmt man häufig einen christlichen Ursprung an. Bei einer eingehenderen Untersuchung legten George und der Archäologe Helmut Ziegert in der Kapelle auch die grobe Skulptur eines segnenden Christus und ein Behältnis mit der Reliquie eines Herzens frei. Christliche Einflüsse erreichten die Bewohner der zentralen Sahara allerdings nicht von Nubien aus, wie George annimmt, sondern über den Fessan, wo das Christentum im 6. Jahrhundert n. Chr. unter der Herrschaft von Byzanz eingeführt wurde. Bemerkenswert sind außerdem die Überreste einer Burg auf dem höchsten Punkt der Ortschaft und die Reste eines Totenhauses im Bereich des Friedhofs der Stadt.

## Wirtschaft und Infrastruktur
Gesundheitszentren des Typs Centre de Santé Intégré (CSI) sind im Hauptort Chirfa und in der Siedlung Séguédine vorhanden. Durch die Gemeinde verläuft die 1207 Kilometer lange Nationalstraße 21 zwischen Agadez und Toummou.